# Metropolia karelska
Metropolia karelska – jedna z metropolii Rosyjskiego Kościoła Prawosławnego, z siedzibą w Pietrozawodsku. W jej skład wchodzą dwie eparchie: eparchia pietrozawodzka i karelska oraz eparchia kostomukszańska.
Erygowana przez Święty Synod Rosyjskiego Kościoła Prawosławnego w maju 2013.

## Metropolici pietrozawodzcy i karelscy
- Manuel (Pawłow), 2013–2015[2]
- Konstantyn (Gorianow), od 2015